# 崔斯坦和伊索德

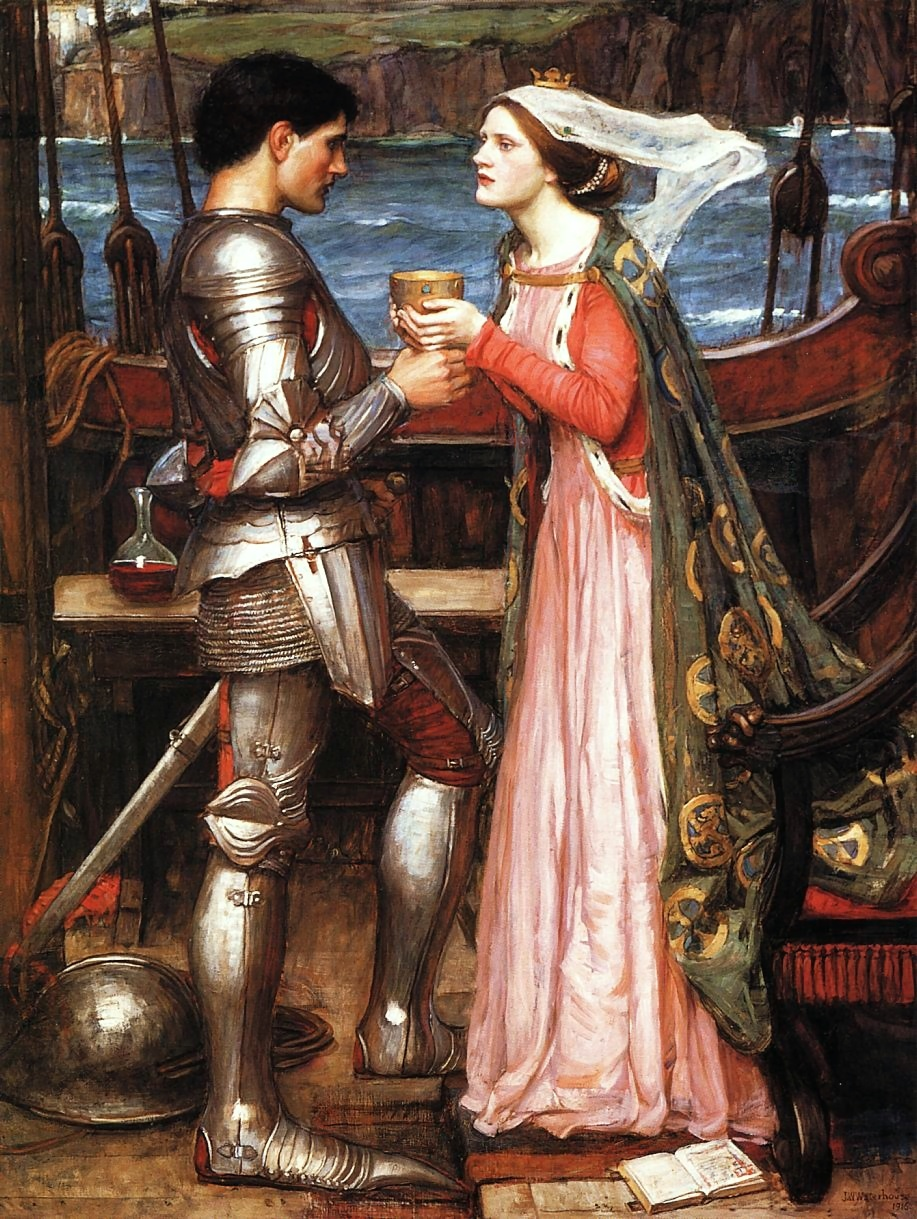
崔斯坦和伊索德，约翰·威廉姆斯·沃特豪斯绘

《特里斯坦和绮瑟》（英語：Tristan and Iseult），又译《崔斯坦和伊索德》，是12世纪时流传的一个浪漫、悲剧故事，创作来源于凯尔特人的传说，后影响力逐渐扩大，并衍生出了不同的版本。故事讲述的是康沃爾郡骑士崔斯坦（Tristan，或Tristram）与爱尔兰公主伊索德（Iseult、Isolde、Yseult等）之间的爱情。故事情节很可能影响了亞瑟王傳說中兰斯洛特和桂妮薇儿的浪漫情节，自12世纪以来在西方美术史、浪漫、西方文学中也产生了极大的影响。尽管每个作者的叙述都有所不同，但故事大体结构基本没有变动。